# Naturbahnrodel-Juniorenweltmeisterschaft 2020
Die 12. FIL-Naturbahnrodel-Juniorenweltmeisterschaft (von FIL = Fédération Internationale de Luge) fand vom 1. bis 2. Februar 2020 auf der Naturrodelbahn  im steirischen  St. Sebastian in  (Österreich) statt. Nach den Trainingsläufen und der Eröffnungsfeier am Freitag fielen am Samstag und Sonntag die Entscheidungen im Doppelsitzer und in den Einsitzerwettbewerben. Juniorenweltmeister im Einsitzer wurden Fabian Achenrainer (AUT) und Lisa Walch (GER), der Titel im Doppelsitzer ging an Österreich durch Fabian Achenrainer und Simon Achenrainer.

## Einsitzer Herren
| Platz | Name                 | Zeit         |
| ----- | -------------------- | ------------ |
| 01    | Fabian Achenrainer   | 3:039,01 min |
| 02    | Daniel Gruber        | + 0,71 s     |
| 03    | Fabian Brunner       | + 1,51 s     |
| 04    | Florian Haselrieder  | + 1,71 s     |
| 05    | Anton Gruber Genetti | + 4,56 s     |
| 06    | Maximilian Pichler   | + 5,67 s     |
| 07    | Pavel Ivashkevich    | + 6,39 s     |
| 08    | Simon Achenrainer    | + 7,47 s     |
| 09    | Maximilian Grunser   | + 8,20 s     |
| 10    | Lukas Mark           | + 8,43 s     |

## Einsitzer Damen
| Platz | Name                      | Zeit        |
| ----- | ------------------------- | ----------- |
| 01    | Lisa Walch                | 3:42,95 min |
| 02    | Riccarda Ruetz            | + 00,22 s   |
| 03    | Vanessa Markt             | + 00,51 s   |
| 04    | Lea Stangl                | + 02,81 s   |
| 05    | Nadine Staffler           | + 04,11 s   |
| 06    | Jenny Castiglioni         | + 8,18 s    |
| 06    | Sarah Schiller            | + 8,18 s    |
| 08    | Julia Plowy               | + 12,84 s   |
| 09    | Charlotte Marie Roche     | + 21,05 s   |
| 10    | Daphne Coraline Vanhoutte | + 23,50 s   |

## Doppelsitzer
| Platz | Name                                       | Zeit        |
| ----- | ------------------------------------------ | ----------- |
| 1     | Fabian Achenrainer – Simon Achenrainer     | 2:32,72 min |
| 2     | Maximilian Pichler – Matthias Pichler      | + 0,53 s    |
| 3     | Bine Mekina – Blaz Mekina                  | + 3,94 s    |
| 4     | Vladimir Levichev – Viacheslav Kudriavtsev | + 6,98 s    |
| 5     | Myroslav Lenko – Ivan Lenko                | + 8,82 s    |
| 6     | Fabian Brunner – Alex Oberhofer            | + 8,94 s    |
| 7     | Aleksandr Milkov – Denis Lebedev           | + 39,95 s   |
| 8     | Szymon Majdak – Konrad Stano               | + 47,08 s   |
| 9     | Aleksei Khabibulin – Andrei Kaloshin       | DNF         |

| Platz | Land        | Gold | Silber | Bronze | Gesamt |
| ----- | ----------- | ---- | ------ | ------ | ------ |
| 1.    | Österreich  | 2    | 2      | 1      | 5      |
| 2.    | Italien     | 0    | 1      | 1      | 2      |
| 3.    | Deutschland | 1    | —      | —      | 1      |
| 4.    | Slowenien   | —    | —      | 1      | 1      |